# Tania Ortiz
Pour les articles homonymes, voir Ortiz.
Ortiz  Calvo est un nom espagnol. Le premier nom de famille, en général paternel, est Ortiz ; le second, en général maternel, souvent omis, est Calvo.
Tania Ortiz Calvo, née le 30 octobre 1965, est une joueuse cubaine de volley-ball.

## Carrière
Elle fait partie de l'équipe de Cuba féminine de volley-ball médaillée d'or aux Jeux olympiques d'été de 1992 à Barcelone. Elle remporte également la Coupe du monde de volley-ball féminin 1989, Coupe du monde de volley-ball féminin 1991 et le Championnat du monde féminin de volley-ball 1994.